# Nils Widforss
Nils Johan Widforss  (Stockholm, 3 november 1880 - Bromma, 2 mei 1960) was een Zweeds turner.
Widforss was onderdeel van de Zweedse ploeg die tijdens de Olympische Zomerspelen 1908  de gouden medaille won in de teammeerkamp.

## Olympische Zomerspelen
| Jaar | Plaats | Resultaten |
| ---- | ------ | ---------- |
| 1908 | Londen | team       |